# Museo de la Cultura de Azerbaiyán en Tiflis
El Museo de la Cultura de Azerbaiyán en Tiflis, Casa Ajundov está situado en la antigua casa del escritor y filósofo azerbaiyano Mirza Fatali Ajundov, en la calle Gorgasali 17 de Tiflis. La exposición está dedicada a la cultura de Azerbaiyán, la vida y la obra de Ajundov, así como a las relaciones amistosas entre Georgia y Azerbaiyán.